# 伊東守男
伊東 守男（いとう もりお、1936年10月12日 - 1994年）は、日本のフランス文学翻訳家。本名・遠山方雄。

## 経歴
東京都出身。
1958年（昭和33年）東京外国語大学ロシア語科卒業、NHKで国際報道番組を制作。
ジョルジュ・バタイユ、ボリス・ヴィアンなどを訳した。
祖父は陸軍少将の遠山規方（秋田藩士）。

## 著書
- 『ブラックユーモア』（読売新聞社） 1970
- 『性の時代』（読売新聞社） 1973

## 編著
- 『ブラック・ユーモア選集 第5巻 日本篇』（編、早川書房） 1970 - 短篇集

## 翻訳
- 『パリの狼男』（ガイ・エンドア、早川書房、世界ミステリシリーズ） 1965
- 『アンクルから来た男 ナポレオン・ソロ』（マイクル・アヴァロン、早川書房） 1966
- 『5人対賭博場』（ジャック・フィニイ、早川書房） 1966、のち文庫
- 『偽りの楽園』（ディ・キーン、講談社） 1966
- 『12人の囚人兵』（E・M・ナサンソン、講談社） 1967
- 『性の目覚め ある少女の告白』（アストリット・バン・ロイエン、講談社） 1967
- 『死を売りつけた男』（ジェイムズ・マンロー、早川書房、世界ミステリシリーズ） 1967
- 『戦争の終った春』（スティーヴン・リーナキス、早川書房） 1967
- 『ヨーロッパ・ヒッピー宣言』（ヨン・クレメール、講談社） 1968
- 『わが友ゲバラ』（リカルド・ローホ、早川書房、ハヤカワ・ノンフィクション） 1968
- 『毛皮のヴィナス』（レオポルド・フォン・ザッヘル・マゾッホ、二見書房） 1968
- 『アラブとイスラエル 紛争の根底にあるもの』（ジャン・ポール・サルトル編、共訳、サイマル出版会） 1968
- 『構造主義とは何か 実存主義の次にくるもの』（J・M・ドムナック、谷亀利一共訳、サイマル出版会） 1968、のち平凡社ライブラリー（副題「そのイデオロギーと方法」）
- 『月と太陽諸国の滑稽譚』（シラノ・ド・ベルジュラック、早川書房） 1968、のち講談社文庫
- 『突然炎のごとく ジュールとジム』（アンリー・ピエール・ロシェ、講談社） 1970、のちハヤカワ文庫
- 『死者・空の青み ジョルジュ・バタイユ著作集』（ジョルジュ・バタイユ、二見書房） 1971、のち河出文庫
- 『ジル・ド・レ論 悪の論理 ジョルジュ・バタイユ著作集』（ジョルジュ・バタイユ、二見書房） 1971
- 『全史第二次世界大戦実録』1 - 3（レイモン・カルチエ、大友徳明, 志摩隆共訳、小学館） 1972
- 『モラヴァジーヌの冒険』（ブレーズ・サンドラルス、河出書房新社） 1974、のち新版 2012
- 『神秘学大全 魔術師が未来の扉を開く』（ルイ・ポーウェル, ジャック・ベルジュ、サイマル出版会） 1975、のち学研M文庫
- 『ヒロシマの復讐』（ジェラール・ド・ヴィリエ、立風書房、マンボウブックス） 1976
- 『鬼』（ジャック・シェセックス、早川書房） 1977
- 『カマレ号殺人事件』（アントワーヌ・ドミニック、番町書房） 1977
- 『メグレの財布を掏った男』（ジョルジュ・シムノン、河出書房新社） 1978
- 『メグレとリラの女』（シムノン、河出書房新社） 1978
- 『ファントマの逆襲』（P・スーヴェストル, M・アラン、ハヤカワ文庫） 1978
- 『SAS / セーシェル沖暗礁地帯』（ジェラール・ド・ヴィリエ、創元推理文庫） 1978
- 『SAS / イスタンブール潜水艦消失』（ジェラール・ド・ヴィリエ、創元推理文庫） 1979
- 『のぞき』（コーニー・オハラ、富士見ロマン文庫） 1979
- 『馬的思考』（アルフレッド・ジャリ、サンリオSF文庫） 1979
- 『火と燃える王国』（ジャック・シェセックス、早川書房） 1979
- 『林の中の空地』（テレーズ・ド・サン・ファール、ハヤカワ文庫） 1980
- 『パリはキューピッド』（ノーマ・クライン、ハヤカワ文庫） 1980
- 『ひそむ罠』（ボアロー&ナルスジャック、早川書房） 1982
- 『野獣世代』（ボアロー&ナルスジャック、早川書房） 1982

### ボリス・ヴィアン
- 『墓に唾をかけろ』（ボリス・ヴィアン、二見書房） 1967、のちハヤカワ文庫
- 『ボリス・ヴィアン全集 1 アンダンの騒乱』（早川書房） 1979
- 『ボリス・ヴィアン全集 2 ヴェルコカンとプランクトン』（早川書房） 1979
- 『ボリス・ヴィアン全集 3 うたかたの日々』（早川書房） 1979、のち文庫
- 『ボリス・ヴィアン全集 5 赤い草』（早川書房） 1978
- 『ボリス・ヴィアン全集 8 帝国の建設者』（利光哲夫共訳、早川書房） 1982
- 『ボリス・ヴィアン全集 9 ぼくはくたばりたくない』（村上香住子共訳、早川書房） 1981
- 『ボリス・ヴィアン全集 10 墓に唾をかけろ』（早川書房） 1979

※全集4は岡村孝一訳、全集6は滝田文彦訳、全集7, 11, 12, 13は長島良三訳